# Aeródromo San Guillermo
El Aeródromo San Guillermo (OACI: SCGI) es un terminal aéreo ubicado cerca de Retiro, en la Provincia de Linares, Región del Maule, Chile. Es de propiedad privada.